# Cinéma estonien
De par la taille du pays (1 500 000 habitants estimation 2019), le cinéma estonien produit relativement peu de films chaque année, une demi-douzaine de longs métrages environ, souvent moins.
Grâce aux festivals, au travail des cinémathèques et à l'intégration dans l'Union européenne en 2004, on commence à le découvrir à l’étranger, notamment à travers ses documentaires et ses films d’animation.

## Histoire du cinéma estonien
Les premières projections datent de 1896, à Tartu (Iouriev) et Revel (Tallinn).
L'Estonie est alors le Gouvernement d'Estonie de l'Empire russe, depuis 1710 et jusqu'en 1917, dans un monde dirigé par les Germano-Baltes (et les Russes) et de langue administrative allemande.
Après la Première Guerre mondiale et la guerre d'indépendance de l'Estonie (1918-1920), la république d'Estonie (1918-1940) connaît aussi le développement de la langue estonienne moderne, dans le sillage de Johannes Aavik (1880-1973).

### Les films muets
Le premier film tourné en Estonie, mais non estonien, serait un très court documentaire sur l'escale du roi de Suède Gustave V à Tallinn en novembre 1908.
Le premier film estonien serait un court métrage documentaire aujourd’hui perdu, de Johannes Pääsuke (1892-1918), Utotshkini lendamised Tartu kohal (1912) (Outotchkine (en) survole Tartu.
En 1915 paraît la première fiction, Chasse à l’ours dans la région de Pärnu (Karujaht Pärnumaal) qui remporte un grand succès. Cette satire politique est un court métrage de 11 minutes réalisé en 1914 par Johannes Pääsuke, un photographe talentueux prématurément disparu à l’âge de 27 ans et considéré comme le père du cinéma estonien.
Suivent d’autres œuvres significatives telles que Tshekaa komissar Miroshtshenko de Paul Sehnert en 1925, Kevade unelm (1927) de Voldemar Päts, et la même année Les Jeunes aigles (Noored kotkad), un long métrage de Theodor Luts (1896-1980), qui est également l’auteur d’une série de documentaires tels que Kaitseliidu paraad (1926), ou, en (1931), Haapsalu, Kas tunned maad..., Kihnu, Ruhnu ou Gaas! Gaas! Gaas!.
Johannes Loop réalise Jüri Rumm en 1929, puis aussitôt Vigased pruudid, en collaboration avec Konstantin Märska, d'après un roman d'Eduard Vilde. Kire lained (1930) est un film germano-estonien de Vladimir Gaïdarov.

### La langue estonienne au cinéma
On peut entendre pour la première fois l'estonien au cinéma grâce à Kutsu-Juku seiklusi (Les Aventures de Juku le chien), le fragment d'un film d'animation de Voldemar Päts en 1931. Mais le premier vrai film parlant en estonien est Päikese lapsed (1932), un moyen métrage de Theodor Luts.
La revue Filmileht (et) (1926-1931), consacrée au cinéma, est dirigée par Peeter Parikas, puis Johannes Mülber.
L'occupation et annexion des pays baltes (1940-1991) signifie politiques de russification, de déportation et de colonisation démographique par des russophones, pratiquées par l'URSS.
En 1941, déjà en RSSE, le studio "Eesti Kulturfilm" est nationalisé et transformé en "Studio d'actualités estonien" (Tallinn). Des films dans le style et l'idéologie du réalisme socialiste y sont tournés, en collaboration avec les studios de Russie. Depuis 1944, la revue cinématographique "Estonie soviétique" est publiée.
Cependant, des films continuent à être tournés en estonien.
Quelques films de cette période :
- 1959 : Tournants dangereux de Kaljo Kiisk
- 1968 : Démence (Hullumeelsus) de Kaljo Kiisk
- 1969 : La Dernière relique (Viimne Reliikvia), un film culte de Grigori Kromanov, adapté d'un roman historique d'Eduard Bornhöe et situé à l'époque du siège de Tallinn en 1577.
- 1979 : L'Auberge de l'alpiniste mort (Hukkunud Alpinisti hotell) de Grigori Kromanov
- 1980 : Un nid au vent d'Olav Neuland
- 1982 : La Corrida (Corrida) d'Olav Neuland
- 1986 : Jeux pour enfants d’âge scolaire de Leida Laius et Arvo Iho

### Un cinéma à part entière
Depuis l'indépendance (1991), les productions de l'Estonie sont plus faciles à identifier.
On remarque en particulier Rien que pour les fous (Ainult hulludele) (1992) de Arvo Iho, Amours baltes (The Baltic Love) de Peeter Urbla, Georgica de Sulev Keedus en 1998.
Le Cœur de l'ours (Karu Süda), réalisé par Arvo Iho, d'après le roman de Nikolai Baturin, marque l'année 2001.
Gravé dans le marbre (Nimed marmortahvlil) de Elmo Nüganen, d’après l’œuvre homonyme d’Albert Kivikas, bat des records d'audience en 2002 et concurrence même Le Seigneur des Anneaux au box office estonien. Cette page d'histoire montre comment des lycéens se sont battus au prix de leur vie pour l'indépendance de leur pays en 1918.
Parmi les films remarqués en 2004 on relève Veepomm paksule koutsile de Varis Brasla), 5 hommes à vélo (Tavaline Seiklus) de Liivo Niglas qui raconte la quête de cinq hommes au cours d'un long périple vers la Mongolie, et surtout La Révolution des cochons (Sigade revolutsioon) de Jaak Kilmi et Rene Reinumagi, qui met en scène un camp de jeunesse estonien en 1986. Des étudiants censés faire honneur au travail et à l’Union soviétique, font la fête et commencent à ruer dans les brancards. Ce film décapant remporte le prix spécial du Jury au festival du film de Moscou.
Stiilipidu de Peeter Urbla, Kohtumine tundmatuga de Jaak Kilmi, Pärnography de Hardi Volmer ou Afganistani armid d'Ivar Heinmaa sont quelques sorties significatives de 2005.
En 2006, huit films estoniens sont sortis dans les salles. Les plus grands succès au box-office ont été le film d'animation Lotte, du village des inventeurs (Leiutajateküla Lotte), suivi de Ruudi de Katrin Laur, Golden Beach de Jüri Sillart et Mindless de Elmo Nüganen.
2007 voit la sortie de Sügisball de Veiko Õunpuu. Salué par la critique, ce film brosse le portrait de six personnages évoluant dans un quartier de grands ensembles soviétiques de la banlieue de Tallinn, similaire au quartier de Lasnamäe. Il remporte le prix Horizons fiction à la Mostra de Venise en 2007.
En 2013 sort Kertu de Ilmar Raag, drame se déroulant sur l'île de Saaremaa, qui raconte une histoire d'amour impossible se déroulant aux confins de l'Estonie du XXIe siècle, Kertu a reçu un accueil positif de la part de la critique et du public.
En 2014, la sortie de Crosswind : La Croisée des vents, premier film de Martti Helde, reçoit des récompenses et un accueil positif dans de nombreux pays.

## Cinéma documentaire
Depuis les origines le cinéma estonien porte volontiers un regard anthropologique sur son environnement.
Les contributions de Johannes Pääsuke et Theodor Luts ont déjà été mentionnées.
Parmi les réalisateurs plus jeunes, on remarque le nom de Mark Soosaar, qui s'est d'abord fait connaître avec Les Femmes de Kihnu (Kihnu Nanine) en 1974. En 1987 il crée, avec le Président d'alors, Lennart Meri — lui-même auteur de plusieurs documentaires — le festival du film documentaire et anthropologique de Pärnu.
Läbi Pimeduse (2002), présenté au Festival international de films de femmes de Créteil, est un moyen métrage de Renita et Hannes Lindtrop qui nous fait découvrir Sampa, une ville ouvrière de type communiste.
Citons aussi Automne sur l'Ob, un moyen métrage documentaire de 2003 sur la vie ancestrale des Khantys, un peuple finno-ougrien de Sibérie. Son auteur, Janno Simm, est un jeune documentariste ayant étudié l'anthropologie visuelle à l'université de Tromsø (Norvège).

## Cinéma d'animation
Les films d’animation estoniens commencent à bénéficier d’une réputation certaine, et quelques noms se détachent, comme celui de Priit Pärn, notamment l’auteur de Hôtel E (Hotell E) en 1991, 1895 en 1995 ou La Nuit des carottes (Night of the Carrots) en 1998. Artiste complet, il est aujourd’hui professeur dans deux écoles de cinéma.
Mait Laas est l’auteur du court métrage, Le Chemin du Nirvana (Teekond Nirvaanasse) sorti en 2000. Cette histoire d’un jeune homme qui aimerait voir ce qu’il y a au-delà de l’horizon avait été nommée pour le prix du Meilleur film estonien en 2000 et remportait la même année le prix du meilleur réalisateur au Festival international du cinéma Arsenal (Lettonie). Il a fait ensuite une carrière internationale en remportant en 2001 le Grand Prix au Festival international du court métrage d’Oberhausen (2001) et le Prix du public au 6e Festival international de court métrage et de vidéo Cinematexas (États-Unis) en 2001.
Frank & Wendy (Frank ja Wendy) est un long métrage d’animation de Priit Tender, monté à partir d’une série télévisée à succès et largement financé par l’État. Les deux héros sont des agents secrets chargés d’une mission périlleuse (en Estonie !) et confrontés à des aventures rocambolesques teintées d’humour noir. Le film a été présenté au Festival d'Annecy en 2005.
On peut remarquer aussi des titres tels que Le Cavalier sans tête (Peata ratsanik) de Ülo Pikkov, La Rue Weitzenberg (Weitzenbergi Tänav) de Kaspar Jancis, Le Moustique et le cheval (Saak ja Hobune), une fable sur la situation de l'Estonie de Mikk Rand ou encore De retour en Europe (Tagasi Euroopasse) de Riho Unt (1997), un film parodique dans lequel un fermier n’est guère pressé d’entrer dans l’Union européenne. Janno Poldma, auteur de L'Anniversaire (Sünnipäev) en 1994, est également un nom à retenir.
En 2006, le film pour enfants Lotte from Gadgetville bat tous les records de fréquentation.

## Films
- Liste chronologique des films estoniens d'avant 1991 (en)
- Liste de films estoniens depuis 1991 (en)
- Liste des films estoniens de guerre (avant 1940 et depuis 1991) (en)
- Liste chronologique des films estoniens d'animation (en)
- Liste des longs métrages estoniens proposés à l'Oscar du meilleur film international (depuis 1992)

## Cinéastes
- Réalisateurs estoniens, Scénaristes estoniens

### Réalisateurs
- Martti Helde (1987-)
- Vel'je Kjasper (1930-)
- Kal'je Kijsk (1925-)
- Kal'ju Komisarov (1946-)
- Kadri Kõusaar (1980-)
- Grigori Kromanov (1926-1984)
- Arvo Kruusement (1928-)
- Lejda Lajus (et) (1923-1996)
- Theodor Luts (1896-1980)
- Konstantin Märska (1896-1951)
- Lennart Meri (1929-2006)
- Jurij Mjujur (1929-)
- Arko Okk (1967-)
- Veiko Õunpuu (1972-)
- Johannes Pääsuke (1892-1918)
- Ilmar Raag (1968-)
- Rein Raamat (1931-)
- Jakob Sildnik (1883-1973)
- Tõnu Trubetsky (1963-)

## Acteurs
- Acteurs estoniens, Actrices estoniennes

- Argo Aadli
- Dajan Ahmet
- Märt Avandi
- Rasmus Kaljujärv
- Margus Lepa
- Marko Matvere
- Bruno O'Ya
- Lauri Pedaja
- Üllar Saaremäe
- Indrek Sammul
- Mart Sander
- Kristjan Sarv
- Ott Sepp
- Tõnu Trubetsky
- Andrus Vaarik
- Priit Võigemast
- Ita Ever
- Lenna Kuurmaa

## Institutions
- Fondation du cinéma estonien (en) (Eesti Filmi Sihtasutus)
- Les studios Tallinnfilm
- (en) Compagnies de production cinématographiques en Estonie

### Festivals
- Festival du film documentaire et anthropologique de Pärnu
- Festival du film Nuits noires de Tallinn (depuis 1997)
- (et) Festivals estoniens de cinéma

### Récompenses
- Estonian Film and Television Awards (en)

### Formation
- Tallinn University Film Department
- Baltic Film and Media School (en)